# Herman Rupp
Herman Montague Rucker Rupp (27. prosince 1872 Port Fairy – 2. září 1956) byl australský botanik, specialista na orchideje.

## Život a kariéra
Herman Rupp byl synem pruského duchovního a tasmánské domorodky. Rupp se vzdělával na gymnáziu v Geelongu, kde byl jeho strýc, přírodovědec, John Bracebridge Wilson ředitelem.
V roce 1899 se stal diákonem a roku 1901 byl vysvěcen na kněze. Rostliny začal pozorovat roku 1892, od roku 1924 se zaměřil na orchideje. Publikoval více než 200 prací na toto téma. V roce 1949 byl oceněn Clarkovou medailí od Royal Society of New South Wales.